# Associazione Calcio Carpi 1921-1922
Questa pagina raccoglie le informazioni riguardanti l'Associazione Calcio Carpi nelle competizioni ufficiali della stagione 1921-1922.

## Stagione
Nella stagione 1921-1922 il Carpi ha disputato il girone B del campionato di Prima Categoria Emilia piazzandosi in seconda posizione con 6 punti.

## Rosa
| N. |                   | Ruolo | Calciatore                |
| -- | ----------------- | ----- | ------------------------- |
|    | Italia (bandiera) | C     | Giuseppe Bassi            |
|    | Italia (bandiera) | D     | Alberto Benassi           |
|    | Italia (bandiera) | C     | Maino Benassi             |
|    | Italia (bandiera) | D     | Angiolino Camurri         |
|    | Italia (bandiera) | A     | Innocente Colombo         |
|    | Italia (bandiera) | A     | Giovan Battista Focherini |
|    | Italia (bandiera) | C     | Daniele Giovanardi        |

| N. |                     | Ruolo | Calciatore         |
| -- | ------------------- | ----- | ------------------ |
|    | Germania (bandiera) | D     | Karl Hort          |
|    | Italia (bandiera)   | A     | Antonio Moretti    |
|    | Italia (bandiera)   | C     | Almo Morselli      |
|    | Italia (bandiera)   | D     | Alfredo Scacchetti |
|    | Italia (bandiera)   | P     | Castone Setti      |
|    | Italia (bandiera)   | C     | Leonio Tirelli     |
|    | Italia (bandiera)   | A     | Zurga Tirelli      |